# Federal-Mogul

Federal Mogul (Federal-Mogul Corporation) – amerykańskie przedsiębiorstwo założone w 1899 r. przez J. Howarda Muzzy’ego i Edwarda F. Lyona jako Muzzy-Lyon Company.

## Historia
W 1998 roku została przez nie przejęta Wytwórnia Łożysk Ślizgowych Bimet w Gdańsku.
W 2001 roku została przejęta Wytwórnia Sprzętu Komunikacyjnego Gorzyce.
1 sierpnia 2018 roku Federal-Mogul zostało nabyte przez Tenneco od Icahn Enterprises.